# 小岭站
小岭站，位于哈尔滨市阿城区，是滨绥铁路沿线车站。距哈尔滨站79公里，绥芬河站469公里。现隶属哈尔滨铁路局哈尔滨铁路分局管辖，为四等站。共有4趟列车经过。